# Günther Ziegler
Günther Ziegler, född den 18 januari 1933 i Dittelbrunn, död den 19 december 2013 i Schweinfurt, var en tysk bancyklist som var professionell från 1957 till 1964. Han blev västtysk mästare i sprint 1961 och vann Essens sexdagars 1961 i par med Hans Jarosczewicz. Som amatör deltog han i vid Olympiska spelen i Melbourne 1956 där han slogs ut i återkvalet i tandemsprint tillsammans med sin partner Fritz Neuser.

## Meriter
| 1959/1960 3:a i omnium 1960/1961 2:a i madison med Sigi Renz 1957/1958 2:a i Münsters sexdagars (nov.) med Heinz Scholl 1958/1959 3:a i New Yorks sexdagars (mar.) med Knud Lynge 1959/1960 Vinnare av Essens sexdagars (feb.) med Hans Jarosczewicz 2:a i Kölns sexdagars (dec./jan.) med Rik Van Steenbergen | 1957 2:a i sprint 2:a i madison med Heinz Scholl 1959 2:a i sprint 3:a i madison med Horst Holzmann 1961 Västtysk mästare i sprint 1962 2:a i sprint 2:a i madison med Dieter Kemper 1964 2:a i sprint |